# Rahmonberdi Madazimov
Rahmonberdi Madazimov (Osh, 1875 — Osh, 1933) foi um cantor, compositor, poeta e ator soviético (russo) de ascendência Uzbeque, cuja carreira teve um efeito imenso e duradouro sobre a cultura Quirguistão. Fundador e organizador do movimento teatral no Quirguistão, fundador, primeiro diretor, diretor artístico e diretor-chefe do teatro profissional mais antigo da Ásia Central do Osh Uzbek Music and Drama Theatre nomeado após Babur, um escritor que contribuiu muito para o desenvolvimento da cultura e arte do Quirguistão.

## Biografia
Mirzo Rahmonberdi haji filho Muhammadazima alama (Madazimov) nasceu em 1875 na cidade de Osh. Ele, como seu pai Muhammadazim, era um mullah autoritário que fez a peregrinação de Meca, ele tratou até mesmo pacientes desesperadamente doentes com orações, era um famoso teólogo e pregador do Islã. Naquela época, havia poucas pessoas que conheciam a carta, Rakhmonberdi Madazimov e seus filhos pertenciam àquela pequena parte. Rakhmonberdi Madazimov estudou na escola russa da cidade de Osh. Rakhmonberdi Haji Madazimov foi escritor, em 1914-1915 na gráfica do gabinete do Governador-Geral do Território do Turquestão, na cidade de Tashkent, publicou seus dois livros "Oshning Tavsifi" (Característica de Osh), "Ismlar Imlosi" (Dicionário de Nomes).
Em 1914, sob a direção de Rakhmonberdi Madazimov, um grupo teatral foi fundado em conjunto com o professor da escola russa da cidade de Osh, Baltyhoja Sultanov.
Em 1918, sob a orientação de Rahmonberdi, ele foi acompanhado por outros homens e mulheres iluminados na região de Osh. de atores muçulmanos locais. O primeiro diretor, diretor artístico e diretor do grupo de teatro Rakhmonberdi Madazimov foi o primeiro fundador e organizador do movimento de teatro no Quirguistão.

## Trabalho no teatro
| Год  | Название                  | Оригинальное название em usbeque: {{{1}}} | Автор                 |
| ---- | ------------------------- | ----------------------------------------- | --------------------- |
| 1919 | Отцеубийца                | Падаркуш                                  | М. Бехбудий           |
| 1919 | Лекарь из Туркестана      | Туркистонлик табиб                        | Маннон Уйгур          |
| 1920 | Отравленная жизнь         | Заҳарли ҳаёт                              | Хамза                 |
| 1921 | Сирота                    | Етим                                      | Гулом Зафарий         |
| 1922 | Наказание клеветников     | Туҳматчилар жазоси                        | Хамза                 |
| 1923 | Лолахон                   | Лолахон                                   | Комил Яшин            |
| 1924 | Рапорт с юга              | Жанубдан рапорт                           | Махмуд Рахмон         |
| 1925 | Гулсара                   | Гулсара                                   | К.Яшин и М.Музаффаров |
| 1926 | Два коммуниста            | Икки коммунист                            | К.Яшин                |
| 1927 | Друзья                    | Ўртоқлар                                  | К.Яшин                |
| 1928 | Внутри                    | Ичкарида                                  | К.Яшин                |
| 1929 | Халима                    | Ҳалима                                    | Гулом Зафарий         |
| 1929 | Ажи-ажи                   | Ажи-ажи                                   | К.Яшин                |
| 1930 | Истории на хлопковом поле | Пахта шумғиялари                          | Умаржон Исмоилов      |
| 1931 | Женитьба                  | Уйланиш                                   | Н. В. Гоголь          |
| 1932 | Переводчик                | Тилмоч                                    | Маннон Уйгур          |